# Thế giới bí mật của Alex Mack
Thế giới bí mật của Alex Mack là một bộ phim truyền hình Mỹ, khởi chiếu trên kênh Nickelodeon từ ngày 8 tháng 10 năm 1994 tới 15 tháng 1 năm 1998. Nó cũng được phát sóng trên kênh truyền hình Canada YTV và kênh truyền hình NHK của Nhật Bản, và là một trong những bộ phim thiếu nhi được yêu thích nhất trên Australian Broadcasting Corporation.

## Mở đầu
Alex Mack là một cô gái bình thường, sống với bố mẹ và chị gái tại khu vực dành riêng cho nhân viên của trung tâm nghiên cứu khoa học gọi là Thung lũng Thiên Đường (Paradise Valley). Sau ngày đầu tiên ở trường trung học, trong khi đi bộ về nhà, Alex suýt bị một xe tải từ nhà máy hóa chất đụng vào, một dung dịch hóa chất bí mật gọi là GC-161 đổ lên người cô. Từ đó Alex có thể phóng điện từ các đầu ngón tay của mình, có thể dùng ý nghĩ di chuyển các đồ vật, hay biến thành một vũng nước bạc. Khi cô bé gặp những cảm xúc mạnh, làn da chuyển sang màu vàng óng. Bí mật này Alex chỉ chia sẻ với người chị gái Annie và cậu bạn Raymond, cô thậm chí giấu cả cha mẹ mình vì sợ không biết điều gì mà giám đốc nhà máy, Danielle Atron, sẽ làm đối với cô nếu bị phát hiện.